# John S. Barbour
John Strode Barbour, Sr. (* 8. August 1790 bei Brandy Station, Culpeper County, Virginia; † 12. Januar 1855 ebenda) war ein US-amerikanischer Politiker. Zwischen 1823 und 1833 vertrat er den Bundesstaat Virginia im US-Repräsentantenhaus.

## Werdegang
John Barbour entstammte einer bekannten Politikerfamilie. Er war der Vater von John S. Barbour Jr. (1820–1892), der den Staat Virginia in beiden Kammern des Kongresses vertrat. Er war außerdem ein Cousin von James Barbour (1775–1842), der unter anderem US-Senator, Gouverneur von Virginia und US-Kriegsminister war. Ein weiterer Cousin war Philip Pendleton Barbour (1783–1841), Kongressabgeordneter für Virginia und Richter am United States Supreme Court.
Barbour wurde auf der Plantage Fleetwood bei Brandy Station geboren. Diese Plantage und das Herrenhaus Catalpa sollte er später erben. Er besuchte private Schulen und danach bis 1808 das College of William & Mary in Williamsburg. Nach einem anschließenden Jurastudium und seiner 1811 erfolgten Zulassung als Rechtsanwalt begann er in Culpeper zu praktizieren. Während des Britisch-Amerikanischen Krieges von 1812 gehörte er zum Stab von Präsident James Madison. Er war Mitglied der Demokratisch-Republikanischen Partei. Zwischen 1813 und 1834 saß er mehrfach im Abgeordnetenhaus von Virginia. In den 1820er Jahren schloss er sich der Bewegung um den späteren Präsidenten Andrew Jackson an und wurde Mitglied der von diesem 1828 gegründeten Demokratischen Partei.
Bei den Kongresswahlen des Jahres 1822 wurde Barbour im 15. Wahlbezirk von Virginia in das US-Repräsentantenhaus in Washington, D.C. gewählt, wo er am 4. März 1823 die Nachfolge von George Tucker antrat. Nach vier Wiederwahlen konnte er bis zum 3. März 1833 fünf Legislaturperioden im Kongress absolvieren. Seit dem Amtsantritt von Präsident Jackson im Jahr 1829 wurde innerhalb und außerhalb des Kongresses heftig über dessen Politik diskutiert. Dabei ging es um die umstrittene Durchsetzung des Indian Removal Act, den Konflikt mit dem Staat South Carolina, der in der Nullifikationskrise gipfelte, und die Bankenpolitik des Präsidenten. In den Jahren 1829 und 1830 war Barbour Delegierter auf einer Versammlung zur Überarbeitung der Verfassung von Virginia. 1832 verzichtete er auf eine weitere Kongresskandidatur.
Nach dem Ende seiner Zeit im US-Repräsentantenhaus praktizierte John Barbour wieder als Anwalt. Im Juni 1852 führte er den Vorsitz bei der Democratic National Convention in Baltimore, auf der Franklin Pierce als Präsidentschaftskandidat nominiert wurde. Er starb am 12. Januar 1855 auf seiner Plantage Fleetwood, auf der er auch beigesetzt wurde. Er war Sklavenhalter.